# Ordinul Mawlawiya
Ordinul Mawlawiya este unul dintre cele mai influente ordine sufite. A fost intemeiat de către Muhammad Jalal ad-Din în Turcia de unde s-a extins în foarte multe zone. Succesul aceste confrerii s-a datorat dogmei și ideologiei pe care Mawlana,și mai târziu urmașii săi,o promovau. 

### Jalal ad-Din – Viața și epoca sa
Toți cei care s-au ocupat de biografia sa susțin că Muhammad Jalal ad-Din era numit de obicei Mawlana adică „Maestrul (Stăpânul,Îndrumătorul)Nostru”. A primit acest nume emblematic,pe când era doar un copil,de la tatăl său care a fost uimit de sfințenia sa precoce. Așa este invocat în toată Turcia(cu pronunția turcească “Mevlana”). Deseori se adaugă “din Rum”-din Anatolia (bizantină)-căci acolo și-a petrecut cea mai mare parte a vieții. Întreaga lume musulmană îl cunoaște sub numele de Rumi.
E foarte greu să despărțim,în biografia lui Mawlana Jalal ad-Din, partea de istorie și partea de legendă. În general, datele biografice cele mai relevante sunt preluate din surse contemporane sau cu puțin posterioare morții maestrului. S-a născut la 30 septembrie 1207 în Balkh,oraș celebru prin frumusețea lui, din Khorasan. În acel oraș, loc de proveniență a unor oameni precum Ferdowsi, Avicenna si Al- Ghazali, familia lui Jalal-ad-Din se bucura de mare faimă, tatăl său fiind maestru sufit, teolog eminent și predicator dăruit, înconjurat de numeroși discipoli. El a trebuit să părăseasca în grabă Balkh-ul împreună cu familia sa, în anul 1219, de teama invaziei mongole. Au mers întâi în pelerinaj la Mecca și după mai multe peregrinări,se stabilesc la Konya unde Baha-ad-Din, tatăl lui Mawlana își regăsește rolul de predicator și de profesor. 
După moartea acestuia, Mawlana merge să studieze la Alep, apoi la Damasc, unde Ibn-ul - ‘Arabi își petrecea ultimi ani ai vieții. Rumi se întoarce la Konya după o absență de șapte ani, și se stabilește la școala sa, unde predă jurisprudența și legea canonică. Va rămâne profesor până când „un eveniment care îi răstoarnă viața va face din el un mistic învăpăiat de iubirea divină”.
Acest eveniment este întâlnirea cu un ciudat derviș rătăcitor, Shams din Tabriz. Atunci în vârstă de șaizeci de ani, Shams își petrecuse viața călătorind și rugându-se lui Dumnezeu să îi facă cunoscut pe unul dintre sfinții Săi. Ar fi avut astfel parte de o revelație care îl îndemna să meargă în Asia Mică, iar la 29 septembrie 1244 sosește la Konya. Împrejurările primei sale întâlniri cu Rumi au fost descrise în diferite feluri de istoriografi. Se spune că, în urma unui schimb de replici, Mawlana a leșinat; când și-a revenit, s-a închis împreună cu Shams, într-o chilie, vreme de patruzeci de zile. Cert este că după această întâlnire, cei doi au devenit de nedespărțit și că Shams a avut un foarte mare impact asupra lui Jalal ad-Din. Sultan Walad scrie, referindu-se la această căutare a tatălui său:”După o atât de îndelungată așteptare,Mawlana a văzut fața lui Shams; tainele i-au devenit limpezi ca lumina zilei. El a văzut pe cel de nevăzut,a auzit ceea ce nimeni nu a auzit vreodată de la un altul...S-a îndrăgostit de el și a fost nimicit”.     
După șaisprezece luni petrecute împreună, Shams a luat hotărârea să plece la Damasc, mai cu seamă fiindcă era amenințat de atacurile discipolilor lui Rumi, care erau invidioși pe aproprierea dintre cei doi și pe influența pe care Shams o avea asupra lui Rumi.    
Acesta din urmă, adânc mâhnit, l-a trimis pe fiul său, Sultan Walad să îl roage să revină la Konya. Shams se întoarce,însă persecuțiile au reînceput și în 3 decembrie 1247, acesta a dispărut, pare-se asasinat.
Foarte îndurerat de această dispariție Rumi a compus, în amintirea maestrului său preaiubit, culegerea de ode care îi poartă numele:”Diwan-e Shams-e Tabrizi” ,operă imensă consacrată acestei iubiri, terestră în aparență ,dar care e ,în realitate,o ipostază a iubirii divine.

## Confreria ( tariqa ) dervișilor rotitori
Tariqa este un termen arab cu întelesul de”cărare, drum, cale”și a primit,în mistica musulmană,două accepțiuni.
În prima sa accepțiune desemnează o metodă de psihologie morală pentru călăuzirea fiecărei vocații individuale.
În a doua accepțiune desemnează, începând cu secolul al XI-lea, ansamblul riturilor ce serveau disciplinei spirituale, concepute pentru viața în comun a diferitelor congregații musulmane care apăreau la acea vreme. Prin extensie ,cuvântul devine sinonim cu grup sau confrerie și desemnează o comunitate organizată de reguli speciale, sub autoritatea unui maestru.
Confreria Mawlawiya a fost întemeiată în Turcia de către Jalal ad-Din Rumi, însă fiul său cel mare, Sultan Walad, i-a fost adevăratul organizator. Elementul ei original,constă în celebrul dans  -sama’- care a dat membrilor numele de derviși rotitori. Fiecare dintre membrii confreriei e obligat să urmeze anumite reguli de meditație, de rugăciune, de conduită și trebuie să asiste la adunările periodice ale congregației sale.
Tratatele de sufism descriu în detaliu regulile pe care le urmează fiecare confrerie, precum și etapele(maqamat)pe care un pelerin(salik)le parcurge. Maestrul (sheikh sau murshid) are rolul de călăuză iar pelerinul trebuie să îl asculte întru totul.
Legăturile care formează între maestru și discipol sunt, în sufism, mult mai strânse și profunde decât în creștinismul occidental. Ei consideră că nu este vorba numai de predarea unei metode prin care omul aspiră la o viață spirituală, ci și de transmiterea inițiatică,de comunicare a unei influențe spirituale; numai un reprezentant al unui “lanț”(silsila)ce își are originea în Profetul însuși,o poate acorda.
Această inițiere e simbolizată printr-o învestitură, prin acordare veșmântului(khirqa). Discipolul este numit fiu al maestrului, iar ucenicii se consideră frați. Ei sunt uniți, iar legătura spirituală este considerată mai profundă decât legăturile de sânge.

#### Practicile ascetice din comunitatea Mawlawiya
Retragerea - În general, retragerea in islam durează patruzeci de zile, dar în ordinul Mawlawiya dervișul care dorește să se retragă, trebuie să o facă pentru o mie și una de zile. Nu poate lipsi fără permisiune și orice încălcare a acestei reguli îl face să piardă beneficiul retragerii sale, pe care trebuie să o ia de la capăt.
“Disciplina ucenicilor lui Mawlana prevedea ca novicele să primească o muncă grea și respingătoare pentru a-l smeri și înmuia: să măture podelele, să curețe latrinele, să cârpească încălțările dervișilor.” Trebuia sa își împlinească sarcina cu supunere, credință și bună dispoziție. Cel ce se afla în retragere se putea odihni doar după rugăciunea de seară. Dormea într-o chilie aparte,fără așternuturi și se putea înveli doar cu o manta în cazul în care îi era frig.
Dacă dervișul aflat in retragere nu respecta regulile sau greșea față de superiorii săi, maestrul îl pedepsea lovindu-l în fața celorlalți derviși. Se aplicau 10, până la 20 de lovituri de baston peste picioare ,însă erau date ușor, nu pentru durere ci pentru rușine.
Masa se așeza pe o piele fără cusături în jurul căreia stăteau dervișii. Mâncau toți din același vas și stăteau aplicații pentru a nu deveni comozi și a lua hrană mai multă decât le trebuia.
Spre deosebire de alți conducători de ordine sufite, Rumi le interzicea discipolilor săi cerșitul. Un derviș mawlawi nu avea voie să primească pomană decât dacă nu mâncase de trei zile.
Rugăciunea și postul -  În cadrul ordinului,maestrul cerea respectarea riguroasă a practicilor religioase. Se spune că în vremea unei ierni teribile,pe când tinerii, încotoșmănați în blănuri grele, tremurau de frig chiar si în fața sobelor încinse, Mawlana urca pe terasa școlii și își făcea rugăciunea nocturnă până în zori. După rugăciunea de dimineață cobora și când i se scoteau cizmele, din călcâie îi curgea sânge.
De asemenea se ostenea în posturi rostind :”Odihna îndrăgostiților mistici e de aflat în oboseală; pentru ei, comoara se află în durere, bucuria în căutare.”

#### Transformările confreriei Mawlawiya
Dervișii mawlawi nu au fost organizați decât sub conducerea lui Sultan Walad. Primul lor lăcaș, cel din Konya a devenit central iar de la el s-a pornit cu întemeierea celorlalte așezăminte(takiyya). Conducătorul ordinului avea prilejul tradițional de a înmâna sabia sultanului la urcarea sa pe tron. În vremea lui Selim al III-lea confreria Mawlawyia și-a atins apogeul dezvoltării: așezămintele ei au fost renovate și li s-a îmbogățit patrimoniul. A fost o perioadă în care se adera la acest ordin doar pentru a fi pe placul sultanilor care îl favoriza.
La început,mai ales in perioada lui Rumi, ordinul funcționa liber. Mawlana era popular si foarte apropiat de oamenii simpli, nu prețuia mai mult onorurile si oamenii puternici. Apropiații săi erau, de asemenea, oameni simpli: artiști,meșteșugari,lucrători manuali. Încerca să transmită această mentalitate și discipolilor săi care călătoreau în cete prin țară, ajungeau în cele mai umile și sărace zone, unde ajutau oamenii la diferite munci și făceau împreună ședințe simple de sama’. Mulțumită lor, oamenii își alinau tristețea. De asemenea recitau și predau marele poem doctrinar al lui Rumi, Mathnawi. 
Începând din secolul al XVI-lea ordinul Mawlawiya suferă o schimbare de stil. Devine centralizat, se întreține din donații, iar administratorii fundațiilor pioase își impun influența. Ordinul își pierde din caracterul popular pentru a deveni din ce în ce mai aristrocratic; astfel se împotrivește spiritului în care a fost gândit acesta de către întemeietorul ei.
Ordinul Mawlawiya continuă să primescă privilegii din ce în ce mai mari din partea sultanilor care îi considerau un aliat împotriva mișcărilor eretice. Din secolul al XVIII-lea,devine o instituție de stat,însă restângerea treptată a Imperiului,duce la închiderea treptată a centrelor mawlawite din afara Asiei Mici,apoi chiar a celor din preajma Anatoliei.
În 1925 centrul se mută de la Konya la Alep, datorită deciziei lui Atatȕrk de a suprima toate ordinele religioase din Turcia. În 1944 a fost recunoscută independența Siriei, iar guvernul sirian a refuzat să mențină așezămintele mawlawite care au devenit în schimb muzee. Există încă astfel de centre mawlawite în Egipt, Cipru și Libia.

#### Influențe
Datorită faptului ca imperiul turc era imens, muzica, dansul și poezia mawlawi și-au făcut simțită influența în foarte multe zone. Amir ’Arif Celebi, nepot al lui Jalal ad-Din a contribuit mult la răspândirea doctrinei. Timp de secole s-au construit așezăminte ,a fost citit Mathnawi în nenumărate traduceri care deschideau astfel bariera limbii persane în care a fost scris poemul. Începând cu secolul al  XV-lea, se constituie o literatură mawlawi, foarte diferită de literatura turcă clasică. S-au remarcat poeți precum: Ibrahim Beg, Sultan Diwani, Arzi Dede,Sheikh Ghelib și mulți alții.
Se știu puține lucruri despre muzica mawlawi dinainte de secolul al XVIII-lea. S-au păstrat totuși trei compoziții ce datează din secolul al XVI-lea, două din secolul al XVII-lea, nouă din secolul următor,douăzeci și șase din secolul al XIX-lea și douăzeci de compoziții din secolul XX. Tradițiile artistice ale ordinului au influențat și pictura sau caligrafia. Muzeul din Konya păstrează mari valori, precum acel prim manuscris împodobit cu aur al poemului Mathnawi; tot acolo se află acoperămintele brodate cu fir de aur ale mormintelor lui Rumi și apropiaților săi.

## Sama’ ,dansul cosmic (descriere și simbolism)
În sama’, fiecare moment și fiecare element are un sens simbolic,deoarece în fond este o celebrare liturgică.
Desfășurarea ceremoniei de sama’  este minuțios organizată, fiind descrise și repetate până la cele mai mici detalii.
Dansatorii intră îmbrăcați în alb, simbol al giulgiului, sunt acoperiți de o amplă manta neagră, care reprezintă mormântul și poartă pe cap toca înaltă de fetru care este o imagine a pietrei funerare. Sheikhul, considerat a fi mediator între cer și pământ,pășește ultimul în spațiul celebrării. Îi salută pe ceilalți și le primește salutul,după care se așează în fața covorului roșu(a cărui culoare evocă strălucirea soarelui la apus și ultimele sale luciri pe cerul Konyei din momentul în care Rumi a murit,la 17 decembrie 1273).
Fără să fie acompaniat muzical,cântărețul intonează laudele lui Rumi către Profet:”Tu ești cel preaiubit de Dumnezeu,trimisul Creatorului unic…” muzica fiind concepută de celebrul compozitor turc Itri. Este o melopee  amplă,solemnă. Apoi,cântărețul din fluier improvizează o melodie, conducătorul tobelor îl urmează iar sheikh-ul lovește pământul. Dervișii avansează în ritm lent și înconjoară de trei ori pista (cele trei ocoluri simbolizează cele trei etape ale apropierii de Dumnezeu:calea științei,calea ce duce la viziune și cea care țintește la unirea cu Dumnezeu).
La sfârșitul celui de-al treilea ocol,sheikh-ul se așează pe covorul său. Dervișii scapă de mantaua neagră și rămân doar cu veșmântul alb (care simbolizează eliberarea de învelișul trupesc). Cer permisiunea de a-și incepe dansul și încep să se rotească încet,cu brațele întinse ca niște aripi,cu mâna dreaptă întoarsă spre cer pentru a primi harul,cu mâna stângă spre pământ pentru a răspândi acest har care i-a străbătut și pe care îl redăruiesc lumii. În timp ce se rotesc in jurul sălii,ei imaginează legea universului și mecanismul planetelor care se învârt în jurul Soarelui și în jurul propriului lor ax. Tobele simbolizează sunetul trâmbițelor la judecata de apoi. Cercul dansatorilor e împărțit în două semicercuri (unul simbolizează arcul descinderii sufletelor în materie,celălalt arcul ascensiunii sufletelor către Dumnezeu ).
Sheikh-ul nu intră în dans decât la al patrulea ocol; atunci ritmul devine foarte rapid.  Sheikh-ul se rotește în centrul cercului (reprezintă soarele și strălucirea lui). În momentul intrării sale,fluierul (ney)improvizează din nou; este considerat momentul suprem al uniunii realizate.
O dată ce sheikh-ul revine la locul său,sama’  se încheie, iar cântărețul recită din Coran(acest moment este considerat un răspuns dat dervișilor, la sfârsit,prin cuvintele lui Dumnezeu). Urmează ultimele saluturi și invocarea lui Dumnezeu, care încheie ceremonia.
Orice reuniune pentru sama’  începe prin recitarea celebrului prolog din Mathnawi care descrie ney-ul drept emblemă pentru sufletul misticului  trist din cauza despărțirii de lumea spirituală.
Pentru Jalal ad-Din,sama’ nu este numai celebrarea liturgică; e și manifestarea spontană care poate exprima bucuria sau durerea. Se spune că după moartea lui Shams,Mawlana aproape că nu înceta să danseze.
Astfel se explică tradiția de sama’ care se desfășura în mers pe străzile orașului; când se întorceau de la rugăciunile de vineri și în zilele de sărbătoare,dervișii cântau din ney și din kudum(tobă)pentru a-și revărsa bucuria.
Ședințele de sama’ nu s-au impus fără controverse și reproșuri; există cronici care relatează obiecțiile formulate împotriva lui Mawlana de către personajele din Konya care se cosideră”corect și drept gânditoare”. Islamul ortodox respinge în general muzica în calitatea ei de tehnică extatică. Întradevăr, Coranul condamnă rugăciunea făcută în stare de beție; iar sufletul poate fi amețit de dans și armonie, așa cum poate fi amețit de vin sau chiar de propria stare spirituală. Răspunsul la aceste obiecții stă tot în principiile minuțioase ale dansului mistic. În dansul mawlawi, dervișul trebuie să fie în stare ca, la orice semn neașteptat(cum ar fi un nume pronunțat de cântăreț), să se oprească imediat din rotire; astfel se obține o ruptură de continuitate față de orice stare care ar putea combate luciditatea dansatorului.